# Рок музика
Вижте пояснителната страница за други значения на Рок.
Рок музиката, накратко рок (на английски: Rock, съкратено от rock'n'roll), е популярен музикален жанр, обобщаващ няколко поджанра и водещ началото си от първата половина на 1950-те години на XX век в САЩ. Корените му се крият в ранния ритъм енд блус и американската кънтри музика, както и в джаза и класическата музика. За негова официална рождена дата се смята записването на песента на Бил Хейли „Rock Around the Clock“ през 1954 година, която събужда невиждан дотогава интерес.
В рока се използва водещ вокал, съпроводен от електрически китари, бас китара и барабани. Много от подстиловете му използват клавишни инструменти, като пиано, орган, а от 1970 година насам и синтезатори. Рокът е и особен вид субкултура, защото влияе на модата и различните течения като хипи, пънк, металисти, готи, които са неразривно свързани с определен жанр на рок музиката.
Виден представител на рока е Елвис Пресли, наричан Кралят на рокендрола. В края на 1960-те години рок музиката е смесена с фолк музиката, за да се получи фолк рок, и с джаза, за да се получи джаз рок. През 1970-те години рокът е силно повлиян от соул, фънк и латино музиката. По същото време от рока се развиват няколко поджанра, като софт рок, блус рок, хевиметъл, прогресив рок и пънк рок. Новите поджанрове през 1980-те години включват хардрок и алтернатив рок. През 1990-те години се появяват грънджът, бритпопът и инди рокът.

## История на рок музиката

### 1950-те и началото на 1960-те

#### Рокендрол
В края на 50-те години младият радиоводещ Алън Фрийд за първи път употребява понятието рокендрол – умелата и интересна смесица между ритъм енд блус, кънтри музика, блус, буги и джаз. Това е първият жанр на рок музиката. Афроамериканци като Чък Бери, Литъл Ричард, Бо Дидли и Фатс Домино изпълняват своята музика главно пред афроамериканска публика, отхвърляни от белите заради расови предразсъдъци. Приемането на рока като главно направление в музиката става в средата на 1950-те години, когато, както Бо Дидли казва, „ofay dudes“ (или бели хора) подписват с водещ издател и започват да правят кавъри на тяхната музика. Елвис Пресли и Бил Хейли, както и „Дъ Кометс“, Бъди Холи, Джери Лий Люис и Джони Кеш често правят турнета заедно в САЩ и Великобритания. Около края на 1950-те години черни и бели артисти излизат заедно на концерти и така слушателите разбират кои са всъщност истинските изпълнители на хитовете, които слушат по радиото и телевизията, като например популярната песен на Литъл Ричард „Тути Фрути“.
Съществува дебат за това кое да се приеме за първата рокендрол песен. Един от кандидатите е Rocket 88 на Джаки Бренстън и неговите Делта Катс (всъщност, Айк Търнър и неговият състав „Кралете на ритъма“), записана от Сам Филипс и Сън рекърдс през 1951 година. Четири години по-късно, Бил Хейли и „Rock Around the Clock“ (1955) става първата рокендрол песен, изкачила се на първо място в музикалните класации и на първо място по продажби, по този начин отваряйки вратата целия свят да чуе тази нова музика. Затова много музикални специалисти смятат това за рождена дата на рокендрола. През 2004 година списание Rolling Stone излиза със становището, че „That's All Right (Mama)“ (1954) на Елвис Пресли трябва да се приеме за първата рокендрол песен. Едни от пионерите в този жанр са Чък Бери, Бо Дидли, Фатс Домино, Литъл Ричард, Джери Лий Люис и Джийн Винсент. Много скоро рокендролът започва да доминира класациите и концертите и да се превръща в основен фактор в продажбите на грамофонни плочи.

#### Рокабили
Друг жанр е рокабили, комбинация на рокендрол и хилбили (вид кънтри), който става популярен в звукозаписните студия и на концерти към средата на 1950-те години. Негови представители са Карл Пъркинс, Джери Лий Люис, Бъди Холи, Евърли Брадърс и разбира се, Елвис Пресли. Едни от най-популярните песни през периода са „The Great Pretender“ (1955) и „Yakety Yak“ (1958), които макар и лековати и смехотворни, жънат голям успех. Това е периодът, когато електрическата китара започва да става все по-популярна и новият стил на свирене претърпява развитие.
Към края на 50-те и началото на 60-те рокендролът преживява тежки времена – през 1959 година при самолетна катастрофа умират Бъди Холи и Ричи Валенс, Елвис заминава да служи в армията, Литъл Ричард се отказва от музиката, за да стане свещеник, срещу Джери Лий Люис и Чък Бери има повдигнати обвинения и кариерата им страда значително. Това дава идеята на много коментатори и специалисти, че ерата на рокендрола е приключила. Въпреки че рокът временно запада, той не изчезва. Характерното за края на 1950-те и началото на 60-те е, че изпълнителите са предимно жени или черни.

#### Великобритания
До появата на бийт музиката Великобритания не може да конкурира Щатите в областта на рок музиката, макар че първите записи там се появяват още през 1950-те и има гостуващи музиканти. На британския рокендрол най-голямо влияние оказва не кънтри или джаз, а така нареченият скифъл, чийто виден представител е Лони Донеган, който по-късно започва да изпълнява рокендрол. Първите изпълнители, които могат да съперничат на американците, стават Клиф Ричард и The Shadows. Първият британски хит е „Move It“, на Клиф Ричард. По това време една от бъдещите световноизвестни рок групи, „Бийтълс“, прави първите си стъпки под името „The Quarrymen“.

#### Сърф музика
През 1958 година е записана композицията „Rumble“ на китариста Линк Рей, в която за първи път е използван ефектът на фъза (fuzz) на китара. Линк Рей съвместно с Дик Дейл и The Surfaris слага началото на жанра инструментален танцувален рокендрол, наречен сърф, на основата на хавайското звучене на китарата с ефект на вибрато. Едни от пионерите в този жанр са The Fireballs, The Ventures, The Chantays, Bel-Airs, The Challengers, Eddie & the Showme, а в Англия – The Shadows. Повечето от тези състави са сформирани в Южна Калифорния.
Нарастващата популярност на този жанр кара групи от други жанрове да се включат в него. Между тях са The Astronauts, The Trashmen и The Rivieras. Групата от Австралия The Atlantics прави съществени приноси към звука на сърф рока. Европейските инструментални състави от този период са The Shadows и The Dakotas
Едва по-късно инструменталният сърф отстъпва място на вокалния, чийто най-известни представители са Jan and Dean и Бийч Бойс, което след това дава началото на сърф рока. Най-големият комерсиален успех на сърф музиката се дължи на Бийч Бойс, група, която е сформирана в Южна Калифорния през 1961 година. Техните ранни албуми са съчетание от инструментален и вокален сърф. Техният първи хит, „Surfin'“ през 1962 година достига Billboard top 100 и сърф музиката се превръща в национално явление. От 1963 година Браян Уилсън става главният композитор и продуцент на групата и новите хитове „Fun, Fun, Fun“ (1964) и „California Girls“ (1965) достигат световна популярност. Единствената друга група, която жъне успех в този жанр, е Jan & Dean, които имат №1 хит със „Surf City“ (написана със съдействието на Браян Уилсън) през 1963 година. Краят на сърф музиката настъпва с британското нахлуване (the British Invasion), което започва през 1964 година. След това единствената американска група, която до някаква степен може да съперничи на Бийтълс, остава Бийч Бойс, особено албумът им „Pet Sounds“.

### Златни години (1963 – 1974)

#### Британско нашествие
Към края на 1962 година на английската рок сцена се появяват бийт групите, като Бийтълс, които са под влияние на широк спектър от американската музика – соул, ритъм енд блус и сърф. В началото те следват звука на американската музика, особено тази, пригодена за танца туист, но постепенно смесват техните оригинални композиции и сложни музикални идеи, докато получат собствено звучене. В средата на 1962 година Ролинг Стоунс стартират като една от групите с характерно влияние от блуса, други такива са Енимълс и Ярдбърдс. През 1963 година Бийтълс и други бийт групи, като The Searchers и The Hollies, получават широка популярност и постигат голям комерсиален успех.
Британският рок започва да пробива и да се влива в основното направление на музиката в САЩ през януари 1964 година с невероятния успех на Бийтълс при тяхното първо турне на американска земя. „I Want to Hold Your Hand“ става първият №1 хит на Billboard Hot 100, което дава началото на британското нашествие в американските музикални класации. Песента влиза в класациите на 18 януари 1964 година като номер 45 и става номер едно след 7 седмици и остава на това място 15 седмици. Тяхната първа поява на шоуто на Ед Съливан на 9 февруари е считана за крайъгълен камък на американската поп култура. Предаването е гледано от 73 милиона зрители, което за това време поставя своеобразен рекорд.
През следващите 2 години песни на Чад и Джереми, Питър и Гордън, The Animals, Манфред Ман, Петула Кларк, Freddie and the Dreamers, Wayne Fontana and the Mindbenders, Herman's Hermits, The Rolling Stones, The Troggs и Donovan също достигат до номер едно в класациите. Британските групи доминират музикалните класации и у дома в Обединеното кралство. Това отваря вратите за световна слава на британски и ирландски групи и слага край на инструменталния сърф рок и вокалните женски групи. Макар и за кратко, това дава отрицателно отражение на кариерите на Фатс Домино, Чъби Чекър и дори Елвис. Британското нахлуване на рок музиката освен със своеобразното си звучене се налага и утврждава и с новата тенденция – рок музикантите да пишат своя собствена музика и текст за песните си.

#### Психеделичен рок
Психеделичната музика като цяло е вдъхновена от LSD и започва на фолклорната сцена, като за първи път терминът е употребен от Holy Modal Rounders в техния запис от 1964 година „Hesitation Blues“. Първата група, която характеризира стила си като психеделичен рок, е 13th Floor Elevators от Тексас, в края на 1965 година; те издават албума The Psychedelic Sounds of the 13th Floor Elevators през следващата 1966 година. Бийтълс въвеждат много от най-главните елементи на психеделичния звук с „I Feel Fine“, албума „Rubber Soul“, „Rain“ и някои песни от албума „Revolver“.
Психеделичният рок практически започва от Калифорния и завладява музикалната сцена, след като много групи преминават от фолк към фолк рок около 1965 година. Психеделиката се превръща в начин на живот, който се оформя в Сан Франциско, като най-видни представители в музиката стават Грейтфул Дед, Кънтри Джо енд дъ Фиш, The Great Society и Джеферсън Еърплейн. The Byrds преминават бързо от фолк рок през 1965 година към психеделик през 1966 година, като техният сингъл „Eight Miles High“ е разглеждан от широката публика като отнасящ се за употребата на наркотици. В Англия най-видният представител на този жанр са The Yardbirds, с песните „Still I'm Sad“ (1965) и „Over Under Sideways Down“ (1966). От 1966 година се включват нови групи като „Пинк Флойд“, „Трафик“ и „Софт Машин“. През същата година се появява хит албумът на Donovan „Sunshine Superman“ и се състои дебютът на групите Крийм и Икспириънс, като самият Джими Хендрикс се превръща по-късно в лице и символ на психеделиката.
Психеделичният рок достига апогея си в края на десетилетието. През 1967 година Бийтълс дават своя определен психеделичен отпечатък с пускането на албума Sgt. Pepper's Lonely Hearts Club Band, който съдържа доста противоречивата песен „Lucy in the Sky with Diamonds“. Rolling Stones отговарят с Their Satanic Majesties Request. Pink Floyd пускат The Piper at the Gates of Dawn.
В Америка краят на десетилетието е белязано с лятото на любовта и считаният за връх фестивал в Монтерей, който прави звезди от Джими Хендрикс и Ху, като сингълът на последните, „I Can See for Miles“, определено преминава в психеделична територия. Ключови изпълнения и записи от края на десетилетието са „Surrealistic Pillow“ на Jefferson Airplane и „Strange Days“ на Дорс. Като кулминационна точка на ерата на психеделичния рок може да се смята проведеният през 1969 година фестивал в Удсток, в който участват едни от най-изявените представители на този жанр тогава като Джими Хендрикс, Джанис Джоплин, Сантана, Кънтри Джо енд дъ Фиш и други. В началото на следващото десетилетие обаче този жанр постепенно запада, като вероятно не малка роля за това изиграва ненавременната смърт на Джими Хендрикс, Джанис Джоплин и Джим Морисън. Много от останалите състави се връщат към класическото звучене на рока и изоставят психеделичното звучене.

#### Поп рок
Терминът поп е използван още от началото на 20. век и с него се означава популярна музика по принцип, но от 1950-те започва да се използва за определен жанр, предназначен за младата публика и представляващ по-омекотена форма на рокендрола. След британското нашествие, някъде около 1967 година, терминът поп музика започва да се използва едва ли не като противоположност на рок музика. В контраст на поп рока, рок музиката се свързва с определени субкултури, слага акцента на артистичните стойности, виртуозността, автентичността и значението на живите представления.
Въпреки всичко това поп и рок музиката имат много близко звучене и дори текстове. Думата поп рок се използва по принцип за музика, която е ориентирана към комерсиален успех. Поп рокът е определен от някои като вариант на рок музика. Негови изпълнители са Елтън Джон, Пол Маккартни, Евърли Брадърс, Род Стюарт и Чикаго. Други я определят като вариант на поп музиката.

#### Блус рок
Втората вълна на британското нахлуване в музиката е от музиканти, които са вдъхновени от американския блус, като например Ролинг Стоунс и Ярдбърдс. Британските изпълнители на блус от 1950-те и 1960-те са вдъхновени от акустичните звуци на изпълнители като Лийд Бели и Робърт Джонсън. Постепенно те въвеждат усилватели с по-силен звук, най-често в близост до електрическата китара. Блус рокът се ражда като комбинация на стандартите на блуса с инструменталните възможности и акценти на рок музиката.
Другият фокус на блуса е около Джон Мейол, който сформира групата Джон Мейол и Блусбрейкърс, известна само като Блусбрейкърс, в чийто състав влизат Ерик Клептън (след като напуска Ярдбърдс) и Питър Грийн. Особено важно събитие е пускането на албума Blues Breakers with Eric Clapton (1966), считан за ключов запис на британския блус, който след това е имитиран и възпроизвеждан от американски и английски последователи. По-късно Ерик Клептън сформира супергрупите Cream, Блайнд Фейт и Дерек енд Доминос, последвани от дългогодишна солова кариера, която спомага за утвърждаването на блус рока като едно от основните направления на рок музиката. Грийн заедно с Мик Флийтуд и Джон Макви сформират Флийтуд Мак, като групата има един от най-големите комерсилани успехи в този жанр. В края на 1960-те Джеф Бек, също от Yardbirds, се мести от блус рок къх хеви рок с групата си The Jeff Beck Group. Последният китарист от Yardbirds Джими Пейдж сформира The New Yardbirds, който много скоро след това се превръщат в Led Zeppelin, чиито ранни албуми са силно повлияни от блуса.
В Америка първият изпълнител на блус рок е Лони Мак, но жанрът започва да се развива истински към средата на 1960-те, под влиянието на британските блус изпълнители. Известни изпълнители в този жанр са Пол Бътърфийлд, Canned Heat, Джеферсън Еърплейн, Джанис Джоплин, Джони Уинтър, The J. Geils Band и Джими Хендрикс. Групи като Allman Brothers Band, Ленърд Скинърд и ЗиЗи Топ от южните щати, въвеждат елементи на кънтри в техните изпълнения и създават така наречения рок на Юга.
Първите блус рок изпълнители имитират джаз изпълнителите с дълги импровизации, които после стават основата на прогресив рок. Около 1970 година блус рокът започва да става все по-тежък, като пример за това са Лед Цепелин и Дийп Пърпъл, като границата между блус рок и хардрок почти се заличава. През 1970-те представители на блуса са Джордж Търоугуд и Пат Травърс, и от британците Стейтъс Куо и Foghat, но като цяло през този период блус рокът започва да запада.

#### Фолк рок
Около 1960-те музиката, произлязла от американската фолклорна музика, се превръща в колосално движение, което използва традиционна музика, примесена с нови композиции, обикновено на акустични инструменти. В Америка пионери на този жанр стават Уди Гътри и Пит Сийгър и често техните имена се свързват с прогресивната политика и работническите движения. В началото на 1960-те Джоун Байез и Боб Дилън застават в челото на това движение като автори и изпълнители на този жанр. Песните на Дълън „Blowin' in the Wind“ (1963) и „Masters of War“ (1963) стават хитове, като по този начин „музиката на протеста“ достига широка аудитория. Въпреки това рок и фолк все още остават отделни жанрове, доста често с антагонистична публика.
Ранни опити да се комбинират елементи на рок и фолк са направени от Енимълс с песента им „House of the Rising Sun“ (1964), което се счита за първата комерсиално успешна фолк песен, която използва инструменти на рока
Смята се, че фолк рокът излиза истински на сцената с появата на Бърдс и записаната от Дилън „Mr. Tambourine Man“, която се изкачва на първо място в музикалните класации през 1965 година. По-късно същата година Боб Дилън използва електронни инструменти в „Like a Rolling Stone“, която моментално става хит в САЩ. В Калифорния фолк рокът става популярен с Мамас енд Папас и Crosby, Stills and Nash и преминава към електронни инструменти. В Ню Йорк известни изпълнители на фолк рок са The Lovin' Spoonful и Саймън и Гарфънкъл.
Тези групи и състави повлияват на британските изпълнители като Донован и Fairport Convention.
Върхът на популярността на фолк рока е през 1967 – 1968 година, след което много групи и изпълнители преминават в други жанрове и течения, включително Боб Дилън и the Byrds, които се ориентират към кънтри рок. Въпреки това фолк рокът има голямо влияние върху развитието на рок музиката и спомага за развитието на нови идеи, песни на протеста и концепцията за автентичност.

#### Метъл, софт и хардрок
От края на 1960-те става обичайно официалната рок музика да се разделя на софт и хардрок. Софт рокът обикновено произлиза от фолк рока, използва акустични инструменти и слага акцента на мелодичност и хармония. Едни от най-основните изпълнители са Керъл Кинг, Кат Стивънс и Джеймс Тейлър. Комерсиалният връх идва около средата на 1970-те с Били Джоел, Америка и реформираните Флийтуд Мак, чийто албум „Rumours“ (1977) става най-продаваният на десетилетието.
Противоположно на софт рока, хардрокът най-често произлиза от блус рока и по принцип е много по-интензивен и се свири с по-голяма сила на звука. Основна, на преден план е електрическата китара, като ритмичен инструмент и като соло инструмент, използвана с различни ефекти. Някои от ключовите изпълнители са британските Ху и Кинкс, както и изпълнители от психеделичната ера като Крийм, Джими Хендрикс и The Jeff Beck Group. Хардрок групи с международен успех през 1970-те са Куийн, Тин Лизи, Аеросмит и Ей Си/Ди Си.
От края на 1960-те започва да се използва терминът хевиметъл, за да се опишат някои хардрок музиканти, които свирят с още по-голяма сила и интензивност. За първи път терминът е използван от Степънулф в „Born to be Wild“ (1967) и след това за групи като Блу Чиър и Гранд Фънк Рейлроуд. Около 1970 година различни британски състави развиват типичните звуци и стилове, които спомагат за развитието на под-жанрове. Лед Цепелин прибавя елементи на фантазия, Дийп Пърпъл вняся симфонични звуци и Блек Сабат придава по-„тъмен“ звук на изпълненията си чрез елементи на готика. Всички тези елементи са използвани и от „второто поколение“ хевиметъл групи в края на 1970-те:
Джудас Прийст, Ю Еф Оу, Моторхед и Рейнбоу от Англия; Кис, Тед Наджънт и Blue Öyster Cult от САЩ; Ръш от Канада и Скорпиънс от Германия.